# Sigrid Hackenberg
Sigrid Hackenberg (* 3. Januar 1960 in Barcelona, Spanien) ist eine deutsch-spanische Künstlerin, Philosophin und Professorin für Medienphilosophie und Videokunst an der New York University.

## Leben
Nach dem Besuch des Kindergartens in Spanien wuchs Sigrid Hackenberg in Deutschland, Kanada und Japan auf.
Nachdem sie 1984 ihren B.A. Abschluss an der San Francisco State University erhielt, schloss Sigrid Hackenberg 1986 ihr Kunststudium  als M.A. an der New York University erfolgreich ab.

## Karriere
Seit 1994 lehrt Sigrid Hackenberg Videokunst an der New York University.
Mitte der achtziger Jahre begann sie Filme zu produzieren, welche heute von der Electronic Arts Intermix archiviert und verliehen werden. Außerdem präsentierte Sigrid Hackenberg im Laufe ihrer Karriere immer wieder einige dieser Filme und sonstigen Werke auf Ausstellungen. Hierbei handelte es sich teilweise um Kooperationen mit anderen Künstlern, aber auch um eigene Ausstellungen.

### Einzelausstellungen
- 2003 – The Stable, New York
- 2001 – Marianne Boesky Gallery, New York
- 1999 – Galerie Reinhard Hauff, Stuttgart
- 1998 – Marianne Boesky Gallery, New York
- 1995 – Roger Merians Gallery, New York
- 1993 – A/C Project Room, New York
- 1992 – A/C Project Room, New York
- 1990 – A/C Project Room, New York

### Gruppenausstellungen
- 2005 – Faculty Pin-Up, New York University, New York
- 2004 – Earth's burnt umber Meadows keep, Bright Hill Center, Treadwell
- 2003 – In Portraiture Irrelevance is Ugliness, Museum Schloss Hardenberg, Velbert
- 2002 – In Portraiture Irrelevance is Ugliness, Galerie Reinhard Hauff, Stuttgart

## Filmografie
- 1985: Body/Voice
- 1985: e. i
- 1986: Sleep
- 1988: Spanisches Band/Spanish Tape
- 1989: Korean Tape for Home
- 1990: 1 & 2/CHINESE DANCE
- 1991: The Pakistan Tapes/Achha
- 1993: Boys Will Be Boys
- 1996: Earth
- 1998: Portrait of Geraldine
- 1998: Sidney’s War